# Vltavotýnský buk červený
Vltavotýnský buk červený je buk lesní červenolistý 'Atropunicea', který roste na parcele č. 880/1 ve výrobním areálu v Písecké ulici v Týně nad Vltavou. Buk je památný strom registrovaný pod číslem 103151 AOPK.

## Základní údaje
- název: Vltavotýnský buk červený,[1] také Buk červený,[2] nebo Buk červený v Týně
- druh: buk lesní červenolistý (Fagus sylvatica 'Atropunicea')
- obvod: 279 cm v roce 2010[1]
- výška: 19 m v roce 2010[1]
- věk: v roce 2003 byl jeho věk odhadnut na 150 let[1]
- ochranné pásmo: ze zákona, tj. ve tvaru kruhu o poloměru desetinásobku průměru kmene měřeného ve výši 130 cm nad zemí
- památný strom ČR: od 14. září 1999[2]
- umístění: kraj Jihočeský, okres České Budějovice, obec Týn nad Vltavou

## Popis
Buk je krajinnou dominantou s významnou estetickou funkcí. V roce 1999 byl odborně ošetřen zdravotním řezem. Jeho stav byl v roce 2010 zhodnocen jako výborný.

## Památné stromy v okolí
- Jerlín japonský (Týn nad Vltavou)[3]
- Vltavotýnský javor stříbrný[3]
- Vltavotýnský dub[3]
- Dub Na Kohoutě